# Râul Olteț, Olt (Brașov)
Râul Olteț este afluent al râul Oltului în județul Brașov.  

## Hărți
- Harta Munții Făgăraș  Arhivat în 8 septembrie 2013, la Wayback Machine.
- Harta Județului Brașov